# Chantel Tremitiere
Chantel Ruth Tremitiere (Williamsport, 20 ottobre 1969) è un'ex cestista e allenatrice di pallacanestro statunitense, professionista nella WNBA.

## Carriera
È stata selezionata dalle Sacramento Monarchs al terzo giro del Draft WNBA 1997 (18ª scelta assoluta).